# Kathrin Neimke
Kathrin Neimke (Magdeburgo, 18 luglio 1966) è un'ex pesista tedesca, vincitrice di un argento olimpico alle Olimpiadi di Seul 1988 e un bronzo a quelle di Barcellona 1992.
Ha anche vinto un titolo mondiale indoor nel 1995 a Barcellona.

## Palmarès
| Anno | Manifestazione  | Sede       | Evento         | Risultato | Misura  | Note                                     |
| ---- | --------------- | ---------- | -------------- | --------- | ------- | ---------------------------------------- |
| 1987 | Universiadi     | Zagabria   | Getto del peso | Argento   | 20,07 m |                                          |
| 1987 | Mondiali        | Roma       | Getto del peso | Argento   | 21,21 m | Miglior prestazione personale            |
| 1988 | Europei indoor  | Budapest   | Getto del peso | Bronzo    | 20,20 m |                                          |
| 1988 | Olimpiadi       | Seul       | Getto del peso | Argento   | 21,07 m |                                          |
| 1990 | Europei         | Spalato    | Getto del peso | Bronzo    | 19,96 m | Miglior prestazione personale stagionale |
| 1991 | Mondiali indoor | Siviglia   | Getto del peso | 6ª        | 18,77 m | Miglior prestazione personale stagionale |
| 1991 | Mondiali        | Tokyo      | Getto del peso | 8ª        | 18,83 m | Miglior prestazione personale stagionale |
| 1992 | Olimpiadi       | Barcellona | Getto del peso | Bronzo    | 19,78 m | Miglior prestazione personale stagionale |
| 1993 | Mondiali indoor | Toronto    | Getto del peso | 8ª        | 18,50 m | Miglior prestazione personale stagionale |
| 1993 | Mondiali        | Stoccarda  | Getto del peso | Bronzo    | 19,71 m | Miglior prestazione personale stagionale |
| 1994 | Europei         | Helsinki   | Getto del peso | 6ª        | 18,94 m |                                          |
| 1995 | Mondiali indoor | Barcellona | Getto del peso | Oro       | 19,40 m | Miglior prestazione personale stagionale |
| 1995 | Mondiali        | Göteborg   | Getto del peso | 4ª        | 19,30 m |                                          |
| 1996 | Olimpiadi       | Atlanta    | Getto del peso | 7ª        | 18,92 m |                                          |